# Зертаський сільський округ
Зерта́ський сільський округ (каз. Зертас ауылдық округі, рос. Зертасский сельский округ) — адміністративна одиниця у складі Толебійського району Туркестанської області Казахстану. Адміністративний центр — село Зертас.
Населення — 4698 осіб (2021; 4599 у 2009, 4065 у 1999, 3344 у 1989).
Станом на 1989 рік існувала Галкинська сільська рада (села Галкино, Каракія, Кизил-Прес, Фрунзе, селище Жанакуш), з 1993 року — Галкинський сільський округ. Пізніше село Каракія було передано до складу Кемекалганського сільського округу, частина села Фрунзе — до складу міста Шимкент.

## Склад
До складу округу входять такі населені пункти:
| Населений пункт    | Колишні назви | Населення, осіб (1989) | Населення, осіб (1999) | Населення, осіб (2009) | Населення, осіб (2021) |
| ------------------ | ------------- | ---------------------- | ---------------------- | ---------------------- | ---------------------- |
| Жанакуш, село      | -             | 107                    | 152                    | 253                    | 154                    |
| Зертас, село       | Галкино       | 2003                   | 2401                   | 4346                   | 4544                   |
| --Кизил-Прес, село | -             | 485                    | 592                    | -                      | -                      |
| --Фрунзе, село     | -             | 749                    | 920                    | -                      | -                      |